# Prix Women In Motion pour la photographie
Le prix Women In Motion pour la photographie est un prix de photographie français décerné annuellement depuis 2019 par les Rencontres d'Arles et le groupe Kering, présidé par François-Henri Pinault, pour mettre en évidence les femmes photographes.

## Historique
Ce prix correspond à celui créé en 2015 par Kering dans le domaine du cinéma, en partenariat avec le festival de Cannes, pour mettre en lumière les femmes dans le 7e art.  
Il est destiné à récompenser « la créativité et la singularité des femmes talentueuses dans le domaine des arts et de la culture. » 
Le prix Women In Motion est remis à la lauréate lors d’une soirée au théâtre antique d'Arles. Il est accompagné d'une dotation de 25 000 € en acquisition d’œuvres de l'artiste pour la collection des Rencontres d'Arles.

## Lauréates
- 2019 :  Susan Meiselas[3], photographe américaine née en 1948, membre de l'agence Magnum Photos, connue pour son travail sur la question des droits de l'Homme en Amérique latine, à travers notamment ses reportages sur la révolution sandiniste au Nicaragua à la fin des années 1970, et ses sujets documentaires comme Carnival Strippers (1972-1975), sur le quotidien de strip-teaseuses dans les fêtes foraines du Sud des États-Unis, Kurdistan: In the Shadow of History (1997), Pandora’s Box (2001), reportage dans un club sado-masochiste où les femmes ont le pouvoir à travers le sexe, ou encore Prince Street Girls (1975-1990) sur les jeunes femmes du quartier de Little Italy à New York.
- 2020 :  Sabine Weiss[4], photographe franco-suisse (1924-2021). Récompensée pour l’ensemble de sa carrière[5].
- 2021 :  Liz Johnson Artur[6],[7], photographe russo-ghanéenne née en 1964 en Bulgarie, basée à Londres, en Angleterre, qui a constitué depuis 1991 un corpus d'images consacré à la diaspora africaine dans le monde, réunies sous le nom de Black Balloon Archive.
- 2022 : Babette Mangolte[8], réalisatrice, directrice de la photographie, photographe et artiste franco-américaine.
- 2023 : Rosângela Rennó[9], photographe et artiste d'installation brésilienne
- 2024 : Ishiuchi Miyako (石内 都 (?) [10], artiste photographe japonaise.
- 2025 : Nan Goldin, photographe américaine, connue pour son œuvre emblématique, The Ballad of Sexual Dependency, réalisée de 1980 à 1986, dans laquelle elle dénonce l'oppression et met en lumière les réalités de la violence domestique, du désir et de la marginalité [11]